# The Winery Dogs
I The Winery Dogs sono un supergruppo hard rock formato a New York nel 2012 e composto da Richie Kotzen, Billy Sheehan e Mike Portnoy.

## Storia del gruppo
Il gruppo è nato come progetto del batterista Mike Portnoy e del bassista Billy Sheehan. Inizialmente per il ruolo di cantante e chitarrista era stato pensato John Sykes, tuttavia alla fine la scelta è ricaduta su Richie Kotzen, che aveva già suonato con Sheehan per alcuni anni nei Mr. Big.
Quando gli sono state poste domande sulle influenze principali dei The Winery Dogs, Portnoy ha affermato che il gruppo lavora verso sonorità classic rock influenzate da gruppi come Led Zeppelin, Cream, Jimi Hendrix, Grand Funk Railroad, oltre a Soundgarden, Alice in Chains, The Black Crowes e Lenny Kravitz.
L'album omonimo del gruppo è stato pubblicato inizialmente in Giappone il 5 maggio 2013 attraverso la WHD Entertainment, etichetta sussidiaria della Victor, e successivamente in tutto il mondo il 23 luglio attraverso la Loud & Proud Records.
Il 2 ottobre 2015 è stato pubblicato Hot Streak, secondo album in studio del gruppo.
Nell'aprile 2017 Kotzen ha annunciato che il trio si è preso un periodo di pausa, senza tuttavia escludere la pubblicazione di nuovo materiale in futuro. Intorno allo stesso periodo Portnoy ha fondato i Sons of Apollo, nella cui formazione figura anche Sheehan.
Dopo un lungo silenzio, la band annuncia la pubblicazione di un nuovo album in studio, III, distribuito il 3 febbraio 2023.

## Formazione
- Richie Kotzen – voce, chitarra, tastiera, percussioni (2012-presente)
- Billy Sheehan – basso, voce (2012-presente)
- Mike Portnoy – batteria, percussioni, voce (2012-presente)

## Discografia

### Album in studio
- 2013 – The Winery Dogs
- 2015 – Hot Streak
- 2023 – III

### Album dal vivo
- 2014 – Unleashed in Japan 2013
- 2017 – Dog Years: Live in Santiago & Beyond 2013-2016

### EP
- 2017 – Dog Years EP

### Singoli
- 2013 – Elevate
- 2013 – Desire

## Videografia

### Album video
- 2014 – Unleashed in Japan 2013: The Second Show
- 2017 – Dog Years: Live in Santiago & Beyond 2013-2016

### Video musicali
- 2013 – Elevate
- 2013 – Desire
- 2013 – I'm No Angel
- 2013 – Time Machine
- 2015 – Oblivion
- 2015 – Fire
- 2016 – Hot Streak
- 2016 – Captain Love
- 2022 – Xanadu
- 2023 – Mad World
- 2023 – Breakthrough
- 2023 – Stars